# Crocidura gueldenstaedtii
Crocidura gueldenstaedtii (білозубка Гюльденштедта) — вид мишоподібних ссавців з родини мідицевих (Soricidae).

## Таксономічні примітки
Відділений від C. suaveolens на основі філогенетичних відмінностей.

## Середовище проживання
Проживає в Росії (Краснодарський край, Північний Кавказ), Грузії, Азербайджані, Туреччині (Мала Азія).